# Loxodonta africana pharaoensis
L'elefant cartaginès (Loxodonta africana pharaoensis), també anomenat elefant nord-africà, elefant del bosc nord-africà o elefant de l'Atles és una possible subespècie de l'elefant africà (Loxodonta africana), que va existir al nord d'Àfrica fins a la seva extinció en temps dels antics romans. Tot i que la subespècie ha estat formalment descrita, no ha estat àmpliament reconeguda pels taxonomistes.
Aquesta forma d'elefant és famosa per ser la que va fer servir el cartaginès Hanníbal per creuar els Pirineus i els Alps durant la Segona Guerra Púnica. Després de la conquesta del nord d'Àfrica i de Sicília el 242 aC., els romans van capturar durant les dècades següents (durant el segle ii aC) els pocs exemplars que quedaven perquè lluitessin al Colosseu de la capital o els circs romans en els espectacles denominats Venatio. Tot i que alguns suposen, que exemplars d'aquesta espècie van continuar habitant àrees del Sudan i Eritrea fins a mitjans del segle xix.

## Distribució geogràfica
Originalment, la seva àrea de distribució natural probablement es va estendre pel Magrib i la resta del nord d'Àfrica, des de Mauritània fins al Sudan, les costes d'Eritrea i la desembocadura del riu Nil.

## Descripció
Frescs cartaginesos, i les monedes encunyades per societats del nord d'Àfrica diverses vegades mostren elefants molt petits (potser 2,5 metres a l'espatlla) que posseïen les orelles grans i còncaves típiques del Loxodonta modern. Tenia una mida menor que l'elefant africà de sabana (Loxodonta africana), probablement similar a l'elefant africà de bosc (Loxodonta cyclotis). També és possible que fos més dòcil, potser per això va poder ser domesticat pels cartaginesos amb algun mètode desconegut.

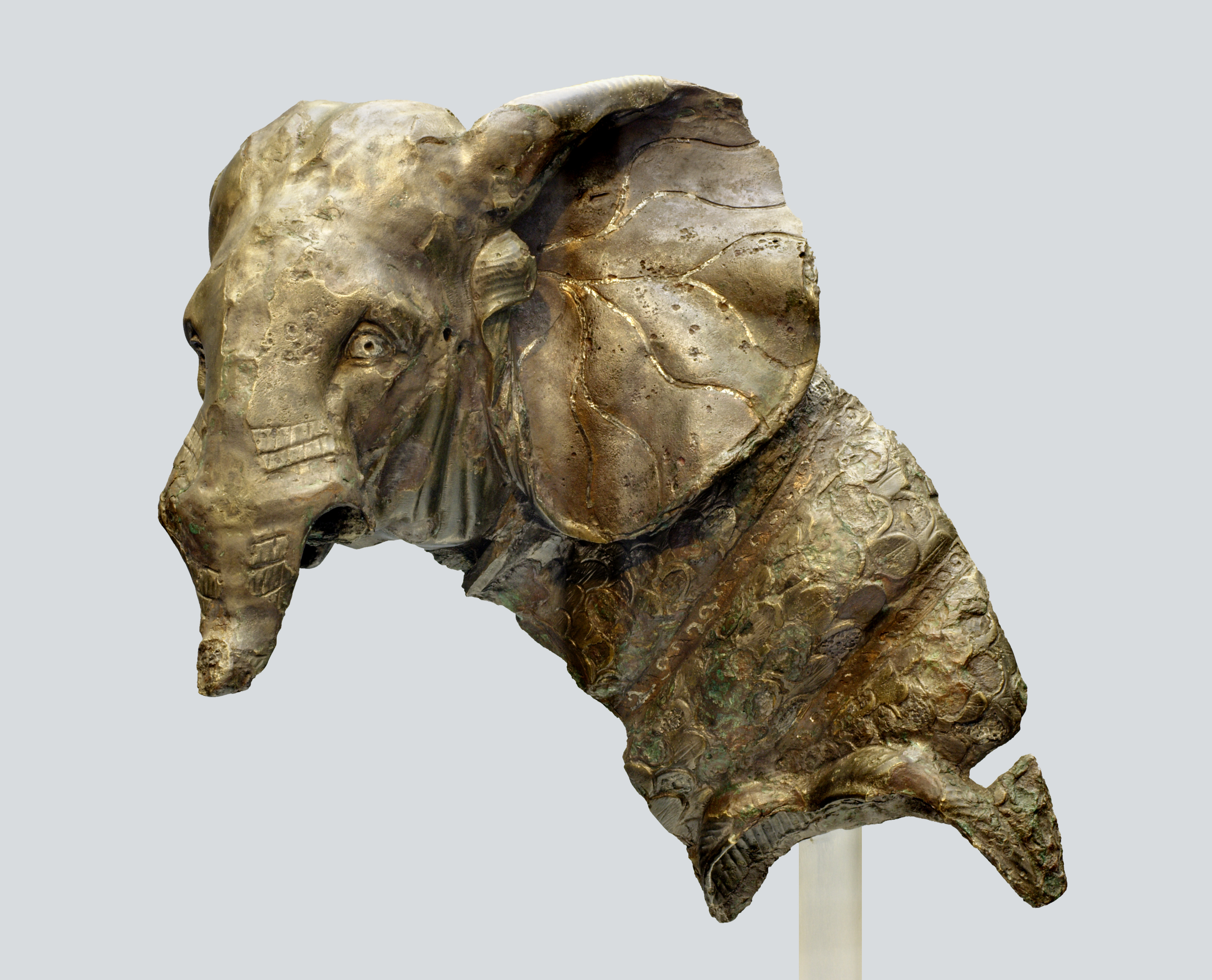
Estàtua romana de bronze d'un elefant de guerra

A més de ser utilitzats per Hanníbal, no es té constància que fossin utilitzats per una altra potència que no fos Cartago o Numídia, ja que els elefants de guerra d'altres imperis com Grècia, Macedònia o Pèrsia eren tots asiàtics (Elephas maximus). L'erudició moderna ha posat en dubte si els elefants cartaginesos van ser equipats amb torretes de combat a causa de la seva mida petita; tot i que les afirmacions diuen el contrari, l'evidència indica que els elefants africans del bosc podien i de fet porten torretes en certs contextos militars.
L'elefant nord-africà també va ser entrenat i utilitzat per la dinastia ptolemaica d'Egipte. Escrit al segon segle abans de Crist, Polibi (Història; 5,83) va descriure la seva inferioritat en la batalla contra els elefants indis més grans usats pels reis selèucides. Una inscripció supervivent del ptolemaic enumera tres tipus d'elefants de guerra, «el troglodita» (probablement de Líbia), «l'etíop», i «l'indi». El rei Ptolemeu I s'enorgullia de ser el primer a domar els elefants d'Etiòpia, una acció que podria ser idèntica a una de les dues espècies africanes existents.

## Incertesa taxonòmica
Atesa la data relativament recent de la seva desaparició, l'estat d'aquesta població probablement es pot resoldre a través d'anàlisi de l'antiga seqüència d'ADN, si els espècimens de origen nord-africà concret són localitzats i examinats.

## Galeria d'imatges

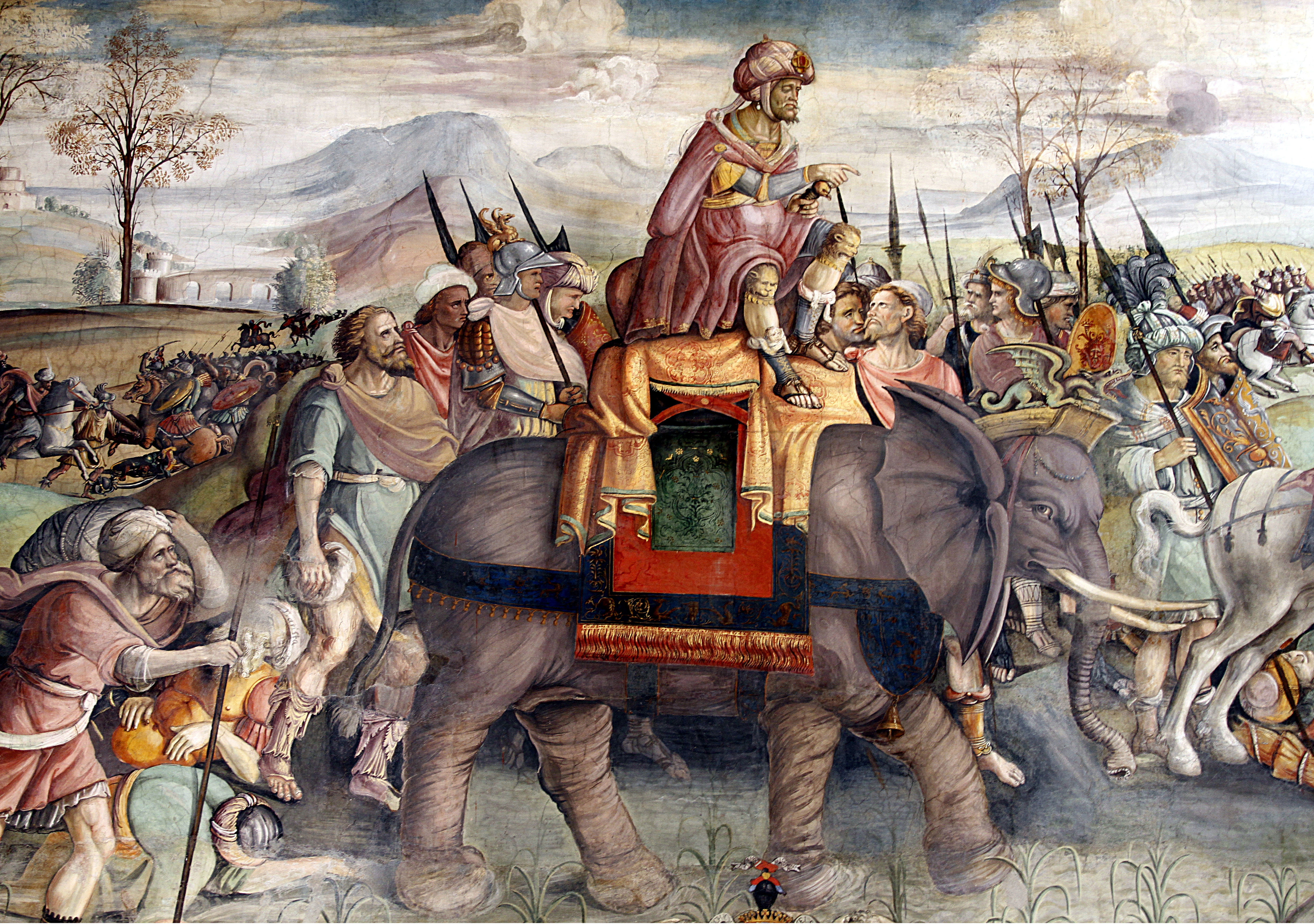
Un fresc del 1510 al Palau Capitalí de Roma que il·lustra Hanníbal creuant els Alps al costat de l'elefant cartaginès
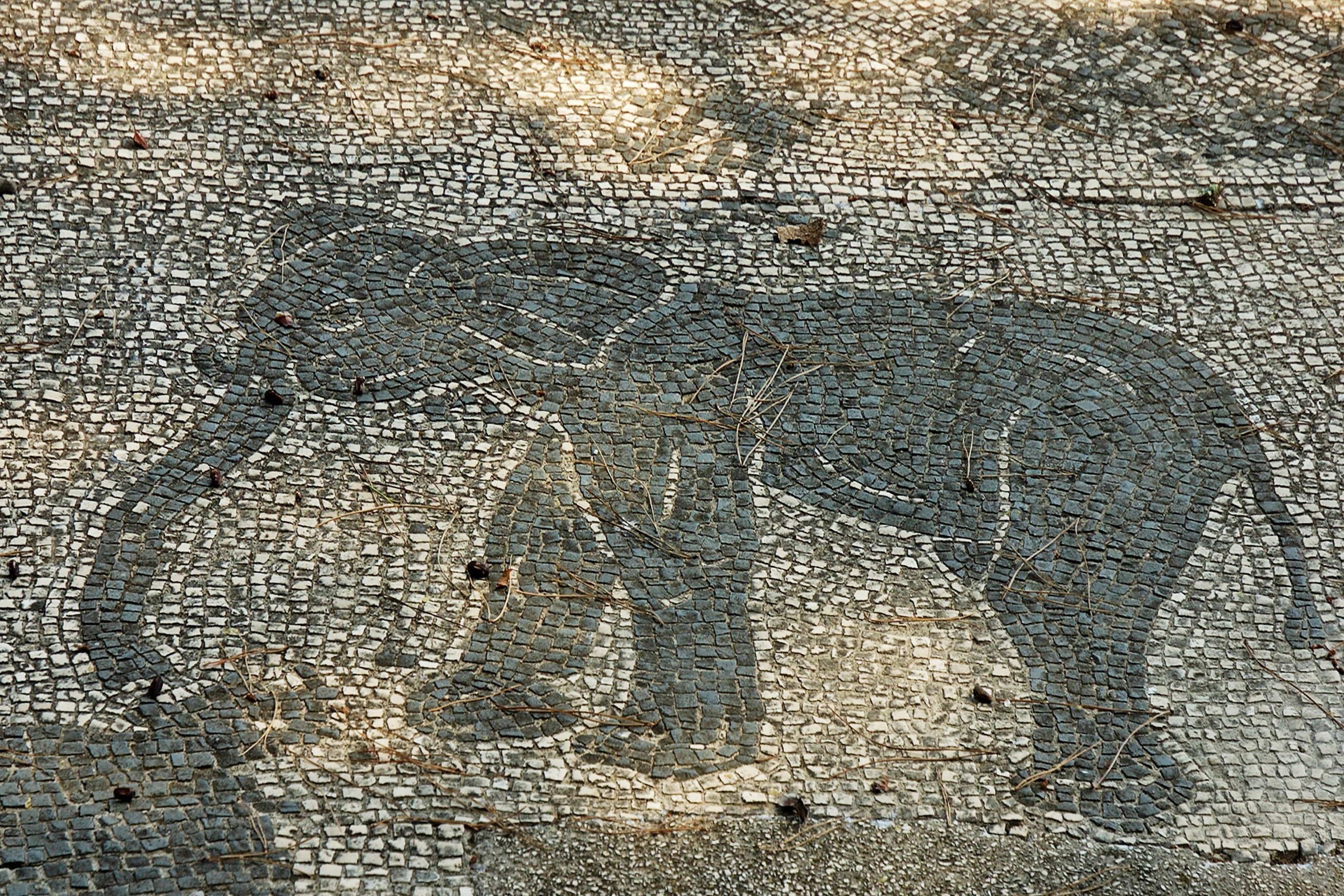
Mosaic romà d'Ostia Antica, Itàlia
Annibal creuant el Roine a l'alçada de Caderousse

Travessia pels Alps
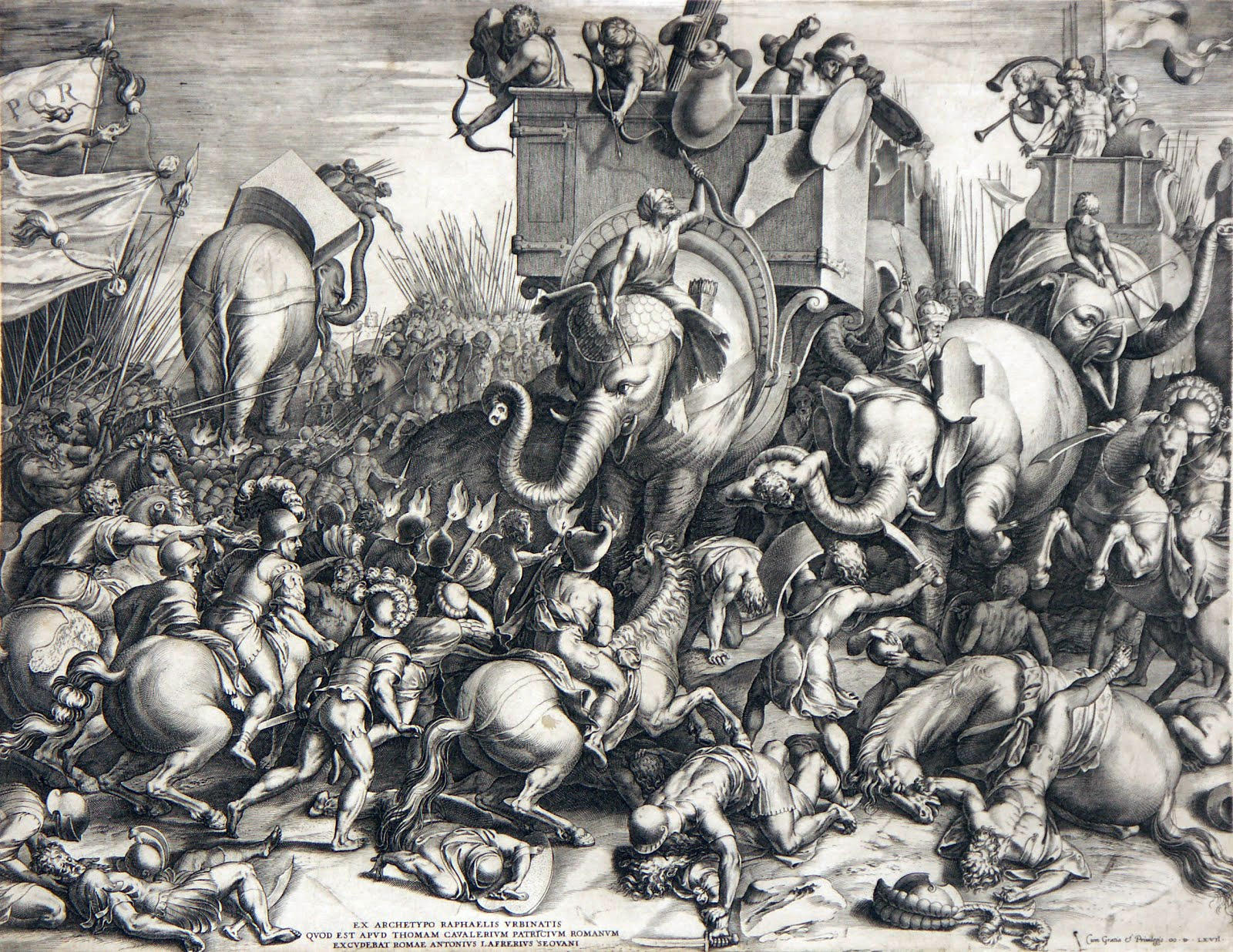
Batalla de Zama
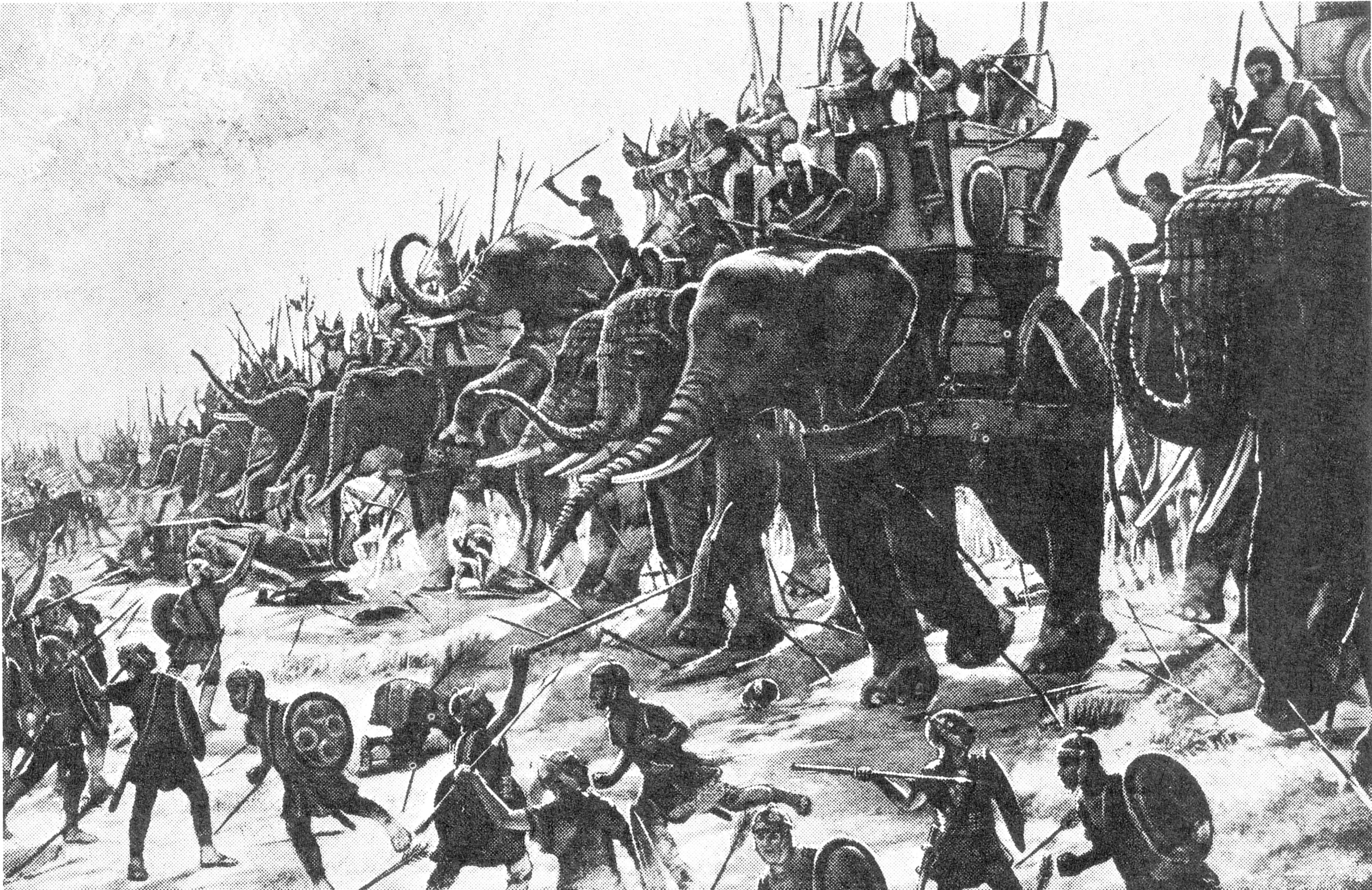
Batalla de Zama